# Drinkeldodenkarkhoff (Spiekeroog)

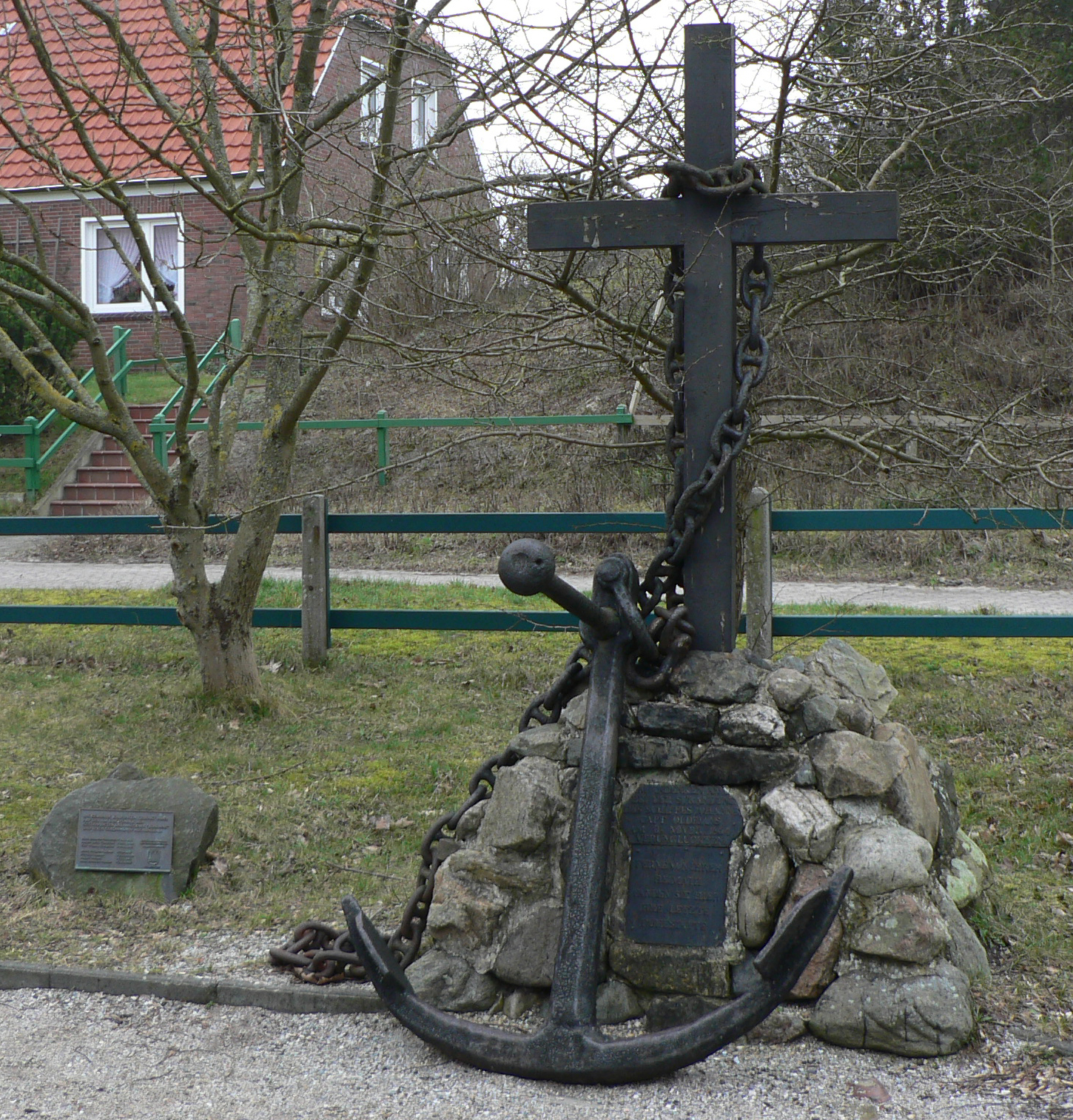
Drinkeldodenkarkhoff: Gedenkstätte

Der Drinkeldodenkarkhoff (= Kirchhof für Ertrunkene) im Tranpad auf Spiekeroog, auch Friedhof der Heimatlosen genannt, ist eine Gedenkstätte für die Opfer des Auswandererschiffes Johanne, das am 6. November 1854 vor der Insel strandete. Durch das Unglück verloren 77 Auswanderer ihr Leben. Die geborgenen Toten wurden am 9. November in einem damals noch außerhalb des Dorfes liegenden Dünental beerdigt. In den folgenden Jahren wurden dort immer wieder Leichen beigesetzt, die am Strand angespült wurden.

## Geschichte
Das Auswandererschiff Johanne strandete am 6. November 1854 bei seiner Jungfernfahrt vom damaligen Geestemünde (heute: Stadtteil von Bremerhaven) in Richtung New York vor   Spiekeroog. An Bord waren 216 Auswanderer. Die schwere See zerstörte die Rettungsboote der hölzernen Bark von rund 30 Metern Länge und etwa 5,5 Metern Breite, so dass diese nicht mehr eingesetzt werden konnten. Auch von der Insel war keine Rettung zu erwarten. Die Bewohner Spiekeroogs mussten dem Unglück hilflos zusehen, da sie kein geeignetes Rettungsboot zur Hand hatten. Erst bei Niedrigwasser konnten Schiffbrüchige gerettet werden. Die Deutsche Auswandererzeitung berichtete am 16. November 1854: „Furchtbar war die Gewalt der Wogen, und was von den Passagieren sich in der Hoffnung leichterer Rettung an Deck geflüchtet hatte, wurde durch sie weggewaschen, einige Male an das Schiff geschleudert und dann nicht mehr gesehen. Infolge dessen sind einige Leichen fürchterlich verstümmelt.“ Die Insulaner fanden Leichen und zerschlagene Körperteile am Strand. Bereits am ersten Tag mussten 30 Tote eingesargt und aufgebahrt werden. Auch in den folgenden Tagen wurden immer wieder leblose Körper angespült. Insgesamt verloren 77 der Auswanderer ihr Leben: 18 Männer, 34 Frauen, 18 Kinder unter 10 Jahren und 7 Säuglinge. Für so viele Tote war kein Platz auf dem kleinen Inselfriedhof. Die Insulaner beerdigten die Toten der Johanne deshalb in einem damals noch außerhalb des Dorfes liegenden Dünental auf dem eigens dafür eingerichteten „Friedhof der Ertrunkenen“ („Drinkeldodenkarkhoff“), der heute am Ostrand des Dorfes liegt. Zum 125. Jahrestag des Untergangs der Johanne kamen 1979 viele nachgeborene Verwandte der Verunglückten auf dem Drinkeldodenkarkhoff zusammen, um ihrer Verwandten zu gedenken.

## Die Gedenkstätte

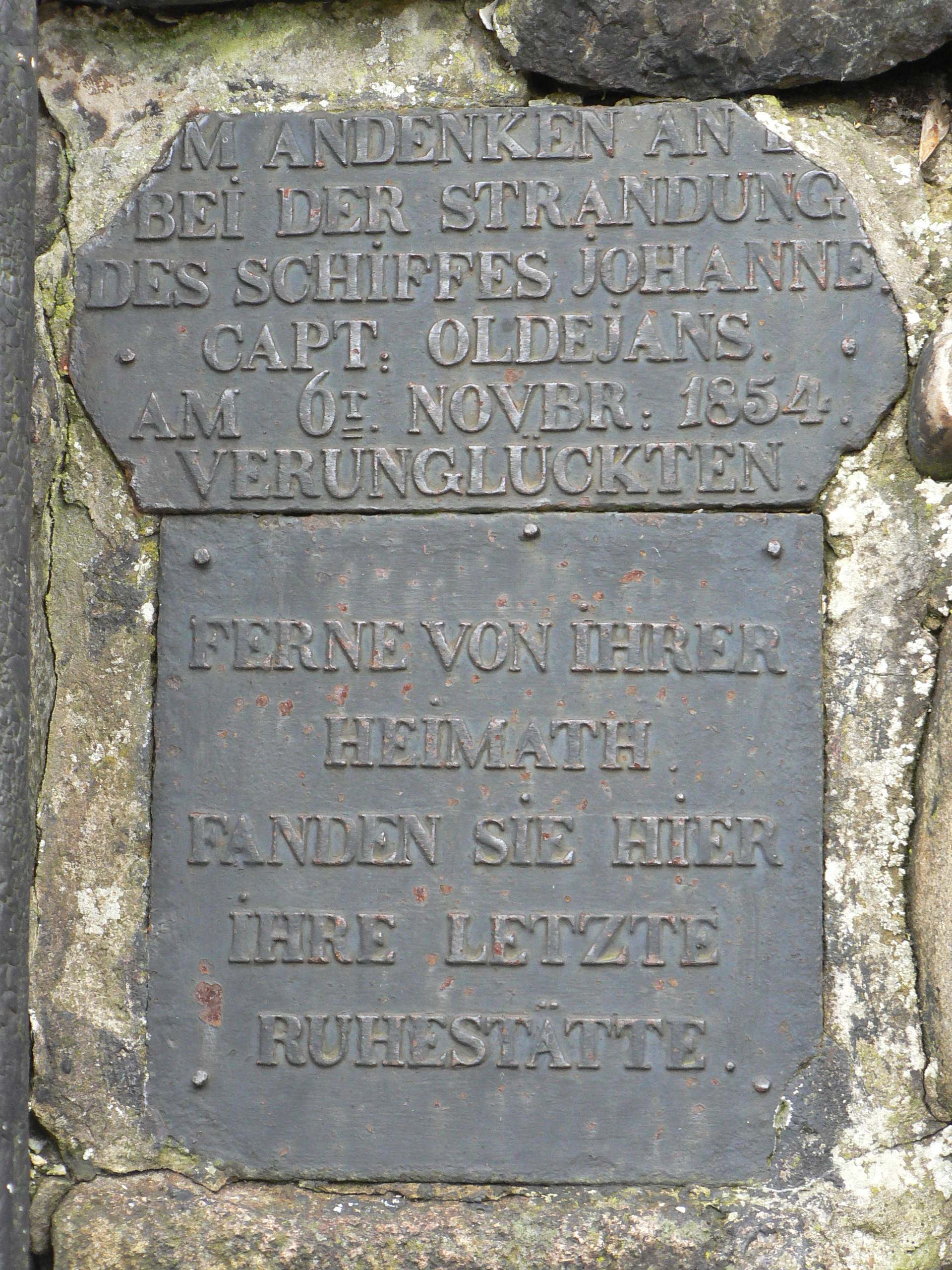
Drinkeldodenkarkhoff: Gedenktafel

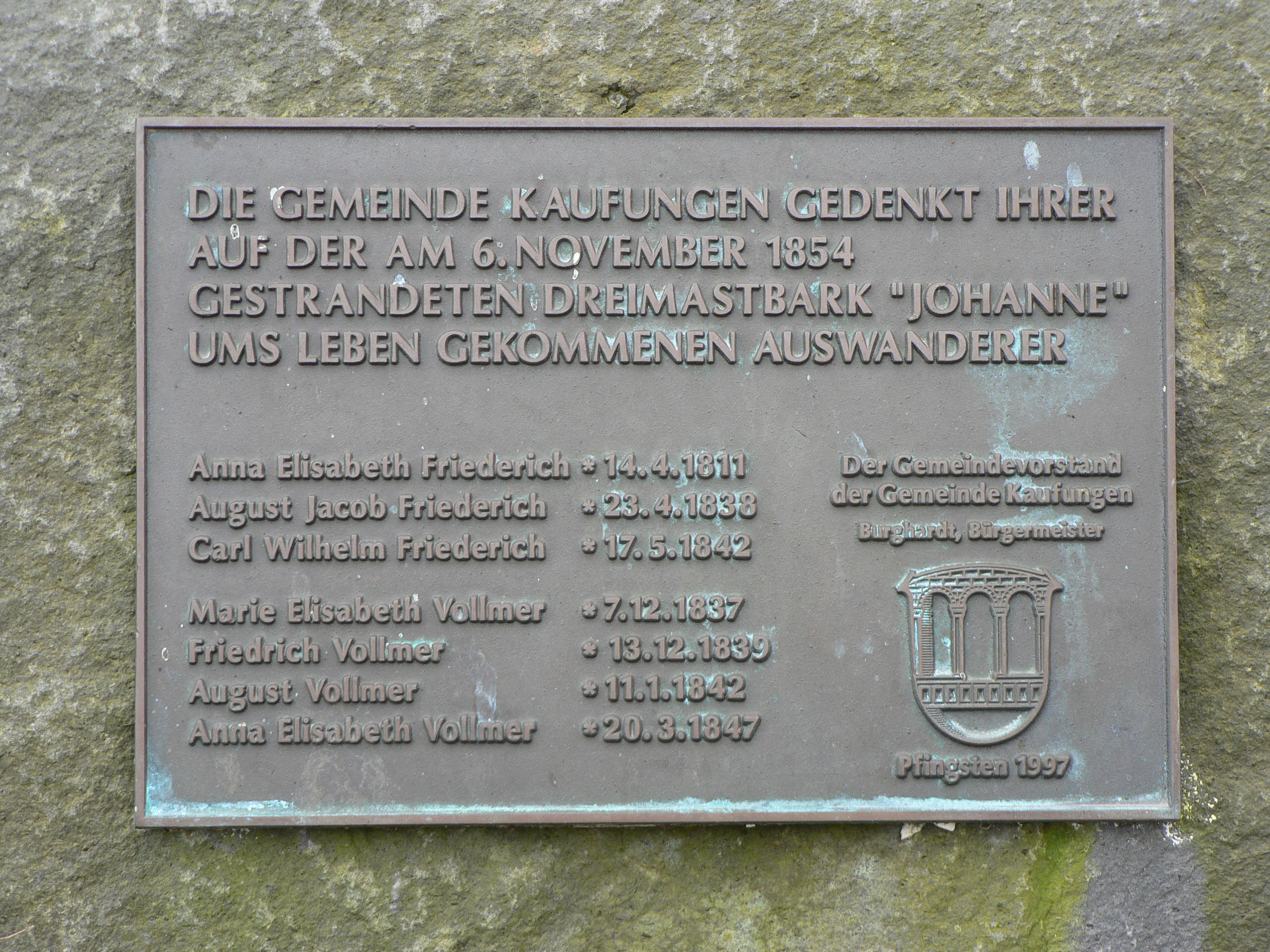
Drinkeldodenkarkhoff: Gedenktafel

1859 wurde die Stätte mit einem ersten eisernen Kreuz gekennzeichnet, dessen Aufschrift an die bei der Strandung Verunglückten erinnerte und die Worte trug: „Ich bin die Auferstehung und das Leben“ (Joh 11,25 ).
Der Drinkeldodenkarkhoff ist heute ein großer, mit Zäunen eingefasster Platz, auf dem zwei Bänke stehen. Zum Gedenken an die Toten errichteten die Spiekerooger einen kleinen Hügel aus Findlingen, auf dem heute ein von einem metallenen Ankertau umgebenes Holzkreuz steht. Ein Anker und eine Schrifttafel vor dem Hügel ergänzen die Gedenkstätte.
Auf dem Areal gibt es einen weiteren Gedenkstein für sieben durch das Unglück getötete auswanderungswillige Bewohner von Kaufungen bei Kassel. Der Gemeindevorstand ließ ihn Pfingsten 1997 zur Erinnerung an die Toten aufstellen.